# Монтескьё-Вольвестр (кантон)
Монтескьё-Вольве́стр (фр. Montesquieu-Volvestre, окс. Montesquiu de Volvèstre) — кантон во Франции, находится в регионе Юг — Пиренеи, департамент Верхняя Гаронна. Входит в состав округа Мюре.
Код INSEE кантона — 3120. Всего в состав кантона Монтескьё-Вольвестр входят 10 коммун, из них главной коммуной является Монтескьё-Вольвестр.

## Население
Население кантона на 2009 год составляло 4336 человек.
| 1962 | 1968 | 1975 | 1982 | 1990 | 1999 | 2006 | 2009 |
| ---- | ---- | ---- | ---- | ---- | ---- | ---- | ---- |
| 3507 | 3319 | 3093 | 3180 | 3181 | 3524 | 4045 | 4336 |

## Коммуны кантона
| Коммуна             | Население, чел. (2010) | Код INSEE | Почтовый индекс |
| ------------------- | ---------------------- | --------- | --------------- |
| Гузан               | 95                     | 31226     | 31310           |
| Канан               | 57                     | 31103     | 31310           |
| Кастаньяк           | 301                    | 31111     | 31310           |
| Лаитер              | 52                     | 31267     | 31310           |
| Лаперер             | 72                     | 31272     | 31310           |
| Латур               | 80                     | 31279     | 31310           |
| Масабрак            | 78                     | 31326     | 31310           |
| Монбрэн-Бокаж       | 469                    | 31365     | 31310           |
| Монтескьё-Вольвестр | 2997                   | 31375     | 31310           |
| Сен-Кристо          | 260                    | 31474     | 31310           |